# Chrysopelea
Genre
Chrysopelea est un genre de serpents de la famille des Colubridae.

## Description
Les espèces de ce genre sont ovipares. Elles sont communément appelés « serpents volants ». Comme tous les animaux dits « volants », excepté les oiseaux, les insectes et les chauves-souris, il s'agit en fait d'un vol plané. Ces serpents se jettent d'une branche en aplatissant les côtes, pour augmenter leur portance, la réception se faisant sur une autre branche ou au sol.

## Répartition
Les espèces de ce genre se rencontrent dans le sous-continent indien et en Asie du Sud-Est.

## Liste des espèces
Selon The Reptile Database (22 août 2011) :
- Chrysopelea ornata (Shaw, 1802)
- Chrysopelea paradisi Boie, 1827
- Chrysopelea pelias (Linnaeus, 1758)
- Chrysopelea rhodopleuron Boie, 1827
- Chrysopelea taprobanica Smith, 1943
- el fuadia

## Publication originale
- Boie, 1827 : Bemerkungen über Merrem's Versuch eines Systems der Amphibien, 1. Lieferung: Ophidier. Isis von Oken, Jena, vol. 20, p. 508-566 (texte intégral)